# Harrisia
Harrisia es un género de cactus nativo de Argentina, Bolivia, Paraguay numerosas islas del Caribe y en Florida. Comprende 32 especies descritas y de estas, solo 15 aceptadas.

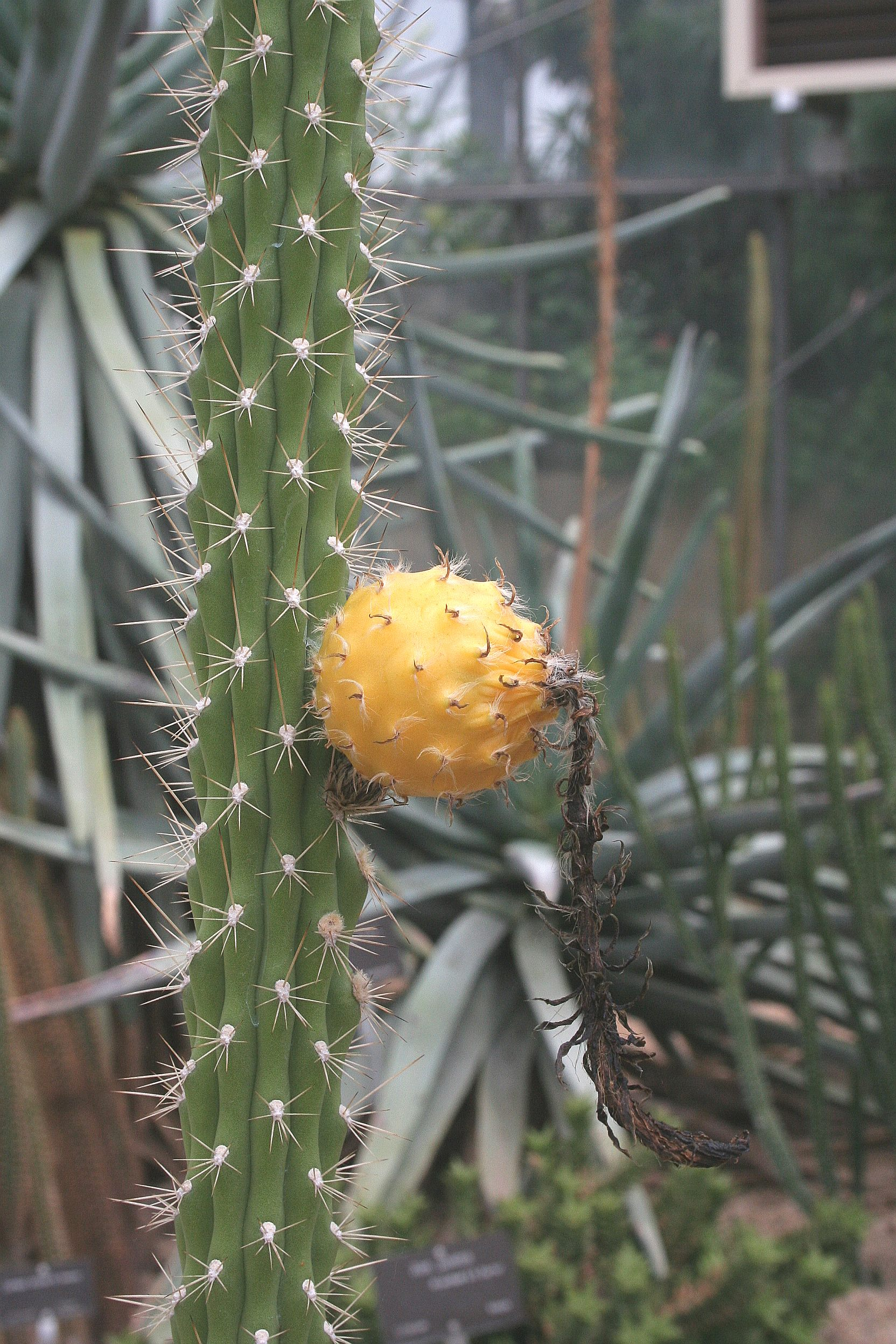
Harrisia gracilis

## Descripción
Tienen forma de árbol, a veces erectos o arbustivos que crece con tallos cilíndricos y alcanzan aun tamaño de hasta 7 m de altura. Tiene de 11 a 56 costillas y no forman raíces aéreas. Las flores se abren por la noche, son de color blanco y tienen un diámetro de hasta 12 cm. Después de la polinización forma unos frutos redondos que son de color rojo a naranja. Los frutos se producen con areolas en las axilas. Las semillas son negras de 2-3 x 1,5 mm de tamaño.

## Taxonomía
El género fue descrito por Nathaniel Lord Britton y publicado en Bulletin of the Torrey Botanical Club 35(12): 561–566. 1908.

### Etimología
Harrisia: nombre genérico dado en honor de William Harris, quien fue superintendente de jardines públicos y plantaciones de Jamaica.

## Especies
- Subgénero Harrisia
  - Harrisia aboriginum Small
  - Harrisia brookii Britton
  - Harrisia divaricata (Lam.) Backeb.
  - Harrisia earlei Britton & Rose
  - Harrisia eriophora (Pfeiff.) Britton
  - Harrisia fernowii Britton
  - Harrisia fragrans Small
  - Harrisia gracilis (Mill.) Britton
  - Harrisia nashii Britton
  - Harrisia portoricensis Britton
  - Harrisia simpsonii Small
  - Harrisia taetra Areces
  - Harrisia taylorii Britton

- Subgénero Eriocereus
  - Harrisia adscendens (Gürke) Britton & Rose
  - Harrisia bonplandii (J.Parm. ex Pfeiff.) Britton & Rose
  - Harrisia martinii (Labour.) Britton & Rose
  - Harrisia pomanensis (F.A.C.Weber) Britton & Rose
    - Harrisia pomanensis subsp. pomanensis
    - Harrisia pomanensis subsp. regelii (Weing.) R.Kiesling

  - Harrisia tephracantha (Labour.) D.R.Hunt
  - Harrisia tortuosa (J.Forbes ex Otto & A.Dietr.) Britton & Rose

## Sinonimia
- Eriocereus (A.Berger) Riccob.
- Roseocereus Backeb.